# Cotoneaster tomentosus
Espèce
Cotoneaster tomentosus, de noms communs Cotonéaster des monts Nébrodes, Cotonéaster tomenteux ou Cotonéaster laineux, est une espèce de plantes à fleurs de la famille des Rosaceae et du genre Cotoneaster, présente en Europe. L'espèce est protégée en Alsace.

## Description

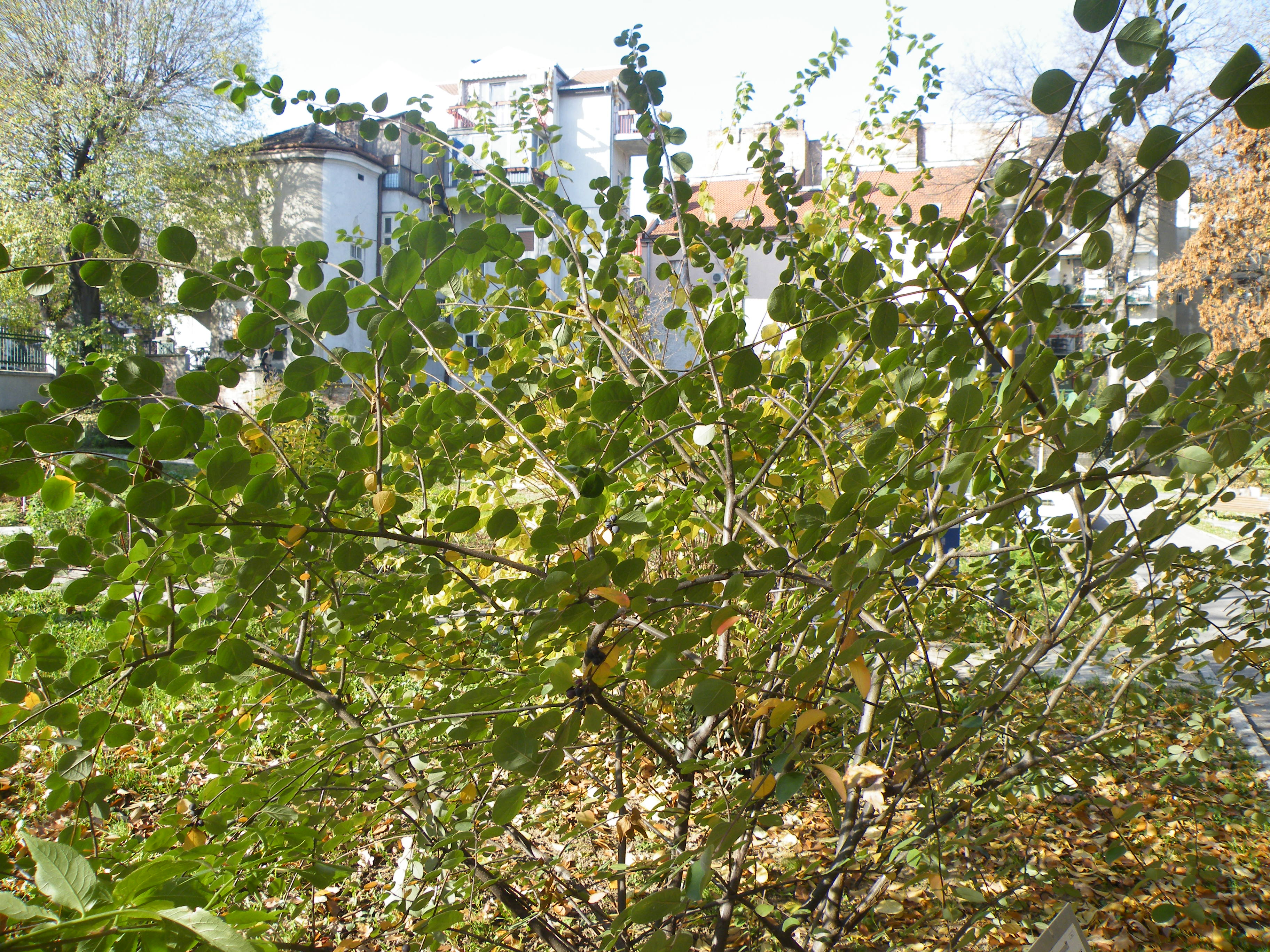
Feuillage et ramifications.

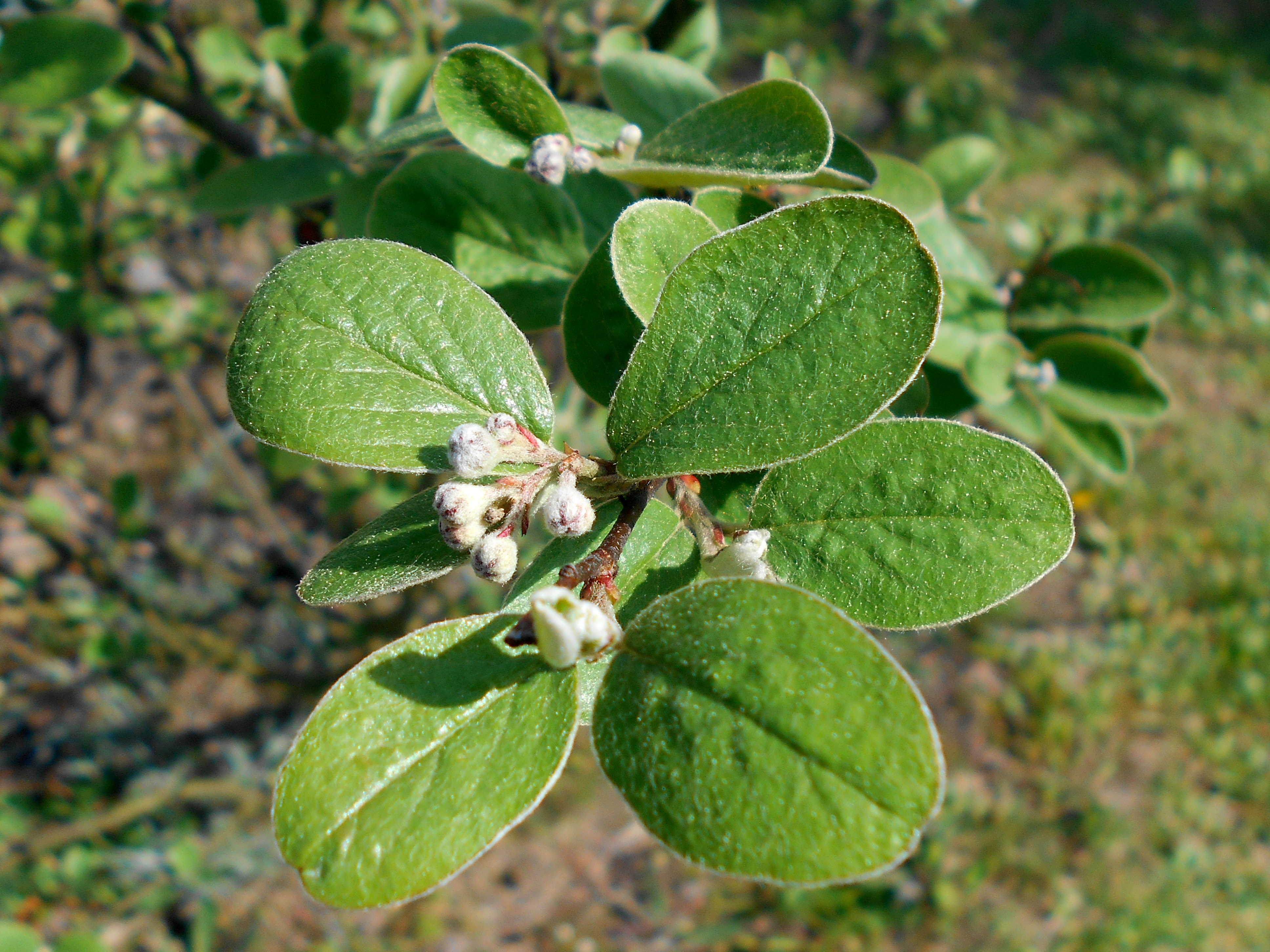
Feuilles et fruits immatures.

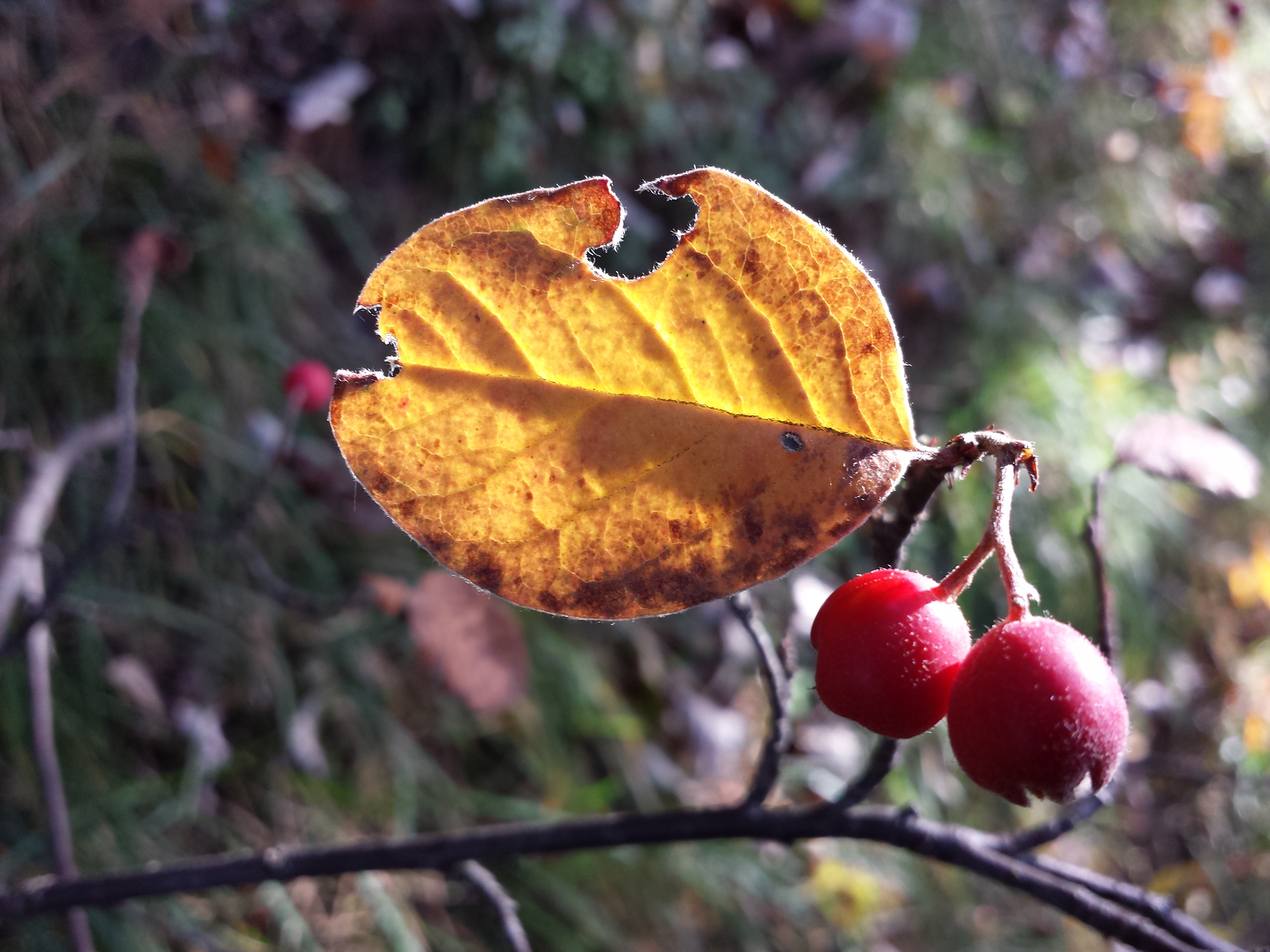
Feuilles et fruits matures à l'automne.

### Appareil végétatif
C'est un arbuste d'une hauteur de 50 cm à 2 m, tortueux, sans épines, à jeunes pousses velues sur toute leur longueur ; les feuilles sont ovales arrondies, assez grandes, entières, vertes et pubescentes en dessus, blanches-tomenteuses en dessous, caduques. Le limbe des feuilles est généralement un peu cordiforme à la base. La nervure principale est souvent rosâtre à l'automne (sous la feuille). 

### Appareil reproducteur
Les fleurs sont rosées, par 3 à 5 en petits corymbes toujours dressés ; les pédoncules et les calices sont velus-tomenteux ; il y a deux ou trois styles ; le fruit est dressé, à 2 à 3 noyaux, un peu tomenteux et d'un rouge vif à la maturité. Ils sont en forme de poire et sont très velus. La corolle a un diamètre de 6–7 mm. La floraison a lieu d'avril à juin.

### Confusions possibles
L'espèce peut être confondue avec Cotoneaster intermedius et Cotoneaster raboutensis.

## Habitat et écologie
C'est un arbuste de lisières forestières mésophiles et des landes, présent d'une altitude de 500 à 2 200 mètres. C'est une espèce caractéristique des fourrés à Cotonéaster et Amélanchier, et une espèce indicatrice des pineraies xérophiles de Pin à crochets, calcicoles et montagnardes des Alpes externes et du Jura.

## Répartition
Cette espèce est présente en Europe jusqu'en Russie et en Turquie. En France, il pousse dans les rochers surtout calcaires du Jura, des Alpes, des Cévennes, des Corbières et des Pyrénées.

## Menaces et conservation
Cotoneaster tomentosus est classé « en danger » (EN) en Alsace et y est donc protégé.

## Synonymes
- Cotoneaster nebrodensis sensu Browicz non (Guss.) K.Koch, 1853[Note 1]
- Cotoneaster orientalis (Mill.) Borbás, 1900
- Cotoneaster parnassicus Boiss. & Heldr., 1856
- Cotoneaster vulgaris subsp. tomentosus (Lindl.) Bonnier & Layens, 1894
- Gymnopyrenium tomentosum (Lindl.) Dulac, 1867
- Mespilus coccinea Waldst. & Kit., 1812
- Mespilus eriocarpa DC., 1806
- Mespilus orientalis Mill., 1768
- Mespilus pygmaea Baumg., 1816
- Mespilus tomentosa Aiton, 1789
- Ostinia lanata Clairv., 1811[4]